# Куньєвська сільська рада
Куньє́вська сільська́ ра́да — орган місцевого самоврядування в Ізюмському районі Харківської області. Адміністративний центр — село Куньє.

## Загальні відомості
- Територія ради: 83,26 км²
- Населення ради: 953 особи (станом на 2001 рік)
- Територією ради протікають річки Кунянка, Сухий Ізюмець.

## Населені пункти
Сільській раді підпорядковані населені пункти:
- с. Куньє

### Колишні населені пункти
Майське

## Склад ради
Рада складалася з 12 депутатів та голови.
- Голова ради: Мовчан Сергій Миколайович
- Секретар ради: Дубовик Людмила Григорівна

### Керівний склад попередніх скликань
| Прізвище, ім'я, по батькові | Основні відомості                                                         | Дата обрання | Дата звільнення |
| --------------------------- | ------------------------------------------------------------------------- | ------------ | --------------- |
| Мовчан Сергій Миколайович   | Сільський голова, 1969 року народження, освіта вища, член Партії регіонів | 26.03.2006   | 31.10.2010      |
| Мовчан Сергій Миколайович   | Сільський голова, 1969 року народження, освіта вища, член Партії регіонів | 31.10.2010   |                 |

Примітка: таблиця складена за даними сайту Верховної Ради України

### Депутати
За результатами місцевих виборів 2010 року депутатами ради стали:

#### За суб'єктами висування
| Суб'єкт висування | Кількість обраних депутатів | %    |
| ----------------- | --------------------------- | ---- |
| Самовисування     | 8                           | 66,7 |
| Партія регіонів   | 4                           | 33,3 |

#### За округами
| № округу        | Прізвище, ім'я, по батькові      | Дата визнання обраним | Освіта             | Партійна приналежність             | Відомості про обраного депутата                                  |
| --------------- | -------------------------------- | --------------------- | ------------------ | ---------------------------------- | ---------------------------------------------------------------- |
| Партія регіонів |                                  |                       |                    |                                    |                                                                  |
| 2               | Яценко Володимир Михайлович      | 02.11.2010            | середня            | член Партії регіонів               | ПП « Золота Нива −1», тракторист                                 |
| 3               | Красноруцький Сергій Миколайович | 02.11.2010            | середня            | член Партії регіонів               | тимчасово не працює                                              |
| 8               | Михайліченко Михайло Михайлович  | 02.11.2010            | середня            | член Партії регіонів               | АФООО « Борщівське», заступник директора по безпеці              |
| 9               | Білицька Людмила Григорівна      | 02.11.2010            | середня спеціальна | член Партії регіонів               | Куньєвська сільська рада, спеціаліст з бухгалтерського обліку    |
| Самовисування   |                                  |                       |                    |                                    |                                                                  |
| 1               | Субота Світлана Михайлівна       | 02.11.2010            | вища               | позапартійна                       | Куньєвська загальноосвітня школа І-ІІІ ст., вчитель              |
| 4               | Яценко Тамара Миколаївна         | 02.11.2010            | вища               | позапартійна                       | Куньєвська сільська рада, головний бухгалтер                     |
| 5               | Еліханов Хамзат Лом              | 02.11.2010            | вища               | член Соціалістичної партії України | Приватнепідприємство «ЕВЧ -Беркат», директор                     |
| 6               | Дубовик Людмила Григорівна       | 02.11.2010            | вища               | член Партії регіонів               | Куньєвська сільська рада, секретар сільської ради                |
| 7               | Сопляк Олександр Володимирович   | 02.11.2010            | середня            | позапартійний                      | інвалід І гр. загального захворювання                            |
| 10              | Клименко Віктор Миколайович      | 02.11.2010            | вища               | член Соціалістичної партії України | приватний підприємець                                            |
| 11              | Третяк Віталій Євгенович         | 02.11.2010            | вища               | позапартійний                      | Ізюмська філія ВАТ « Харківгаз», слюсар по газифікації           |
| 12              | Кавун Григорій Миколайович       | 02.11.2010            | вища               | позапартійний                      | Куньєвська сільська рада, спеціаліст II категорії землевпорядник |

## Населення
Згідно з переписом УРСР 1989 року чисельність наявного населення сільської ради становила 1113 осіб, з яких 490 чоловіків та 623 жінки.
За переписом населення України 2001 року в сільській раді мешкало 917 осіб.

### Мова
Розподіл населення за рідною мовою за даними перепису 2001 року:
| Мова       | Відсоток |
| ---------- | -------- |
| українська | 95,28 %  |
| російська  | 3,99 %   |
| білоруська | 0,10 %   |
| інші       | 0,63 %   |